# Кормовой брикет
Кормово́й брике́т — корм, спрессованный в виде плиток. Кормовые брикеты изготавливаются из грубых (солома, сено и др.), концентрированных (жмых, шрот) кормов с минеральными и витаминными добавками или из смеси этих кормов. В качестве связующего вещества, улучшающего прессование и вкусовые качества корма используется меласса.